# 30.º governo da Monarquia Constitucional
O 30.º governo da Monarquia Constitucional, ou 9.º governo da Regeneração, nomeado a 11 de agosto de 1869 e exonerado parcialmente a 19 de maio de 1870 (alguns ministros foram exonerados no dia 20), foi presidido pelo duque de Loulé. Foi derrubado pelo golpe de Estado que ficou conhecido por Saldanhada, e que deu início a um novo governo, chefiado pelo duque de Saldanha, apoiado por todas as forças oposicionistas ao governo histórico de Loulé. 
A sua constituição era a seguinte:
| Cargo                                                                                 | Detentor | Detentor                                           | Período                                        |
| ------------------------------------------------------------------------------------- | -------- | -------------------------------------------------- | ---------------------------------------------- |
| Presidente do Conselho de Ministros                                                   |          | Duque de Loulé (1804–1875)                         | 11 de agosto de 1869 a 19 de maio de 1870      |
| Ministro e Secretário de Estado dos Negócios do Reino                                 |          | Duque de Loulé (1804–1875)                         | 11 de agosto de 1869 a 19 de maio de 1870      |
| Ministro e Secretário de Estado dos Negócios Eclesiásticos e de Justiça               |          | José Luciano de Castro (1834–1914)                 | 11 de agosto de 1869 a 20 de maio de 1870      |
| Ministro e Secretário de Estado dos Negócios da Fazenda                               |          | Anselmo José Braamcamp (1817–1885)                 | 11 de agosto de 1869 a 20 de maio de 1870      |
| Ministro e Secretário de Estado dos Negócios da Guerra                                |          | Joaquim Tomás Lobo de Ávila (interino) (1822–1901) | 11 de agosto de 1869 a 6 de setembro de 1869   |
| Ministro e Secretário de Estado dos Negócios da Guerra                                |          | Luís da Silva Maldonado de Eça (1808–1879)         | 6 de setembro de 1869 a 18 de novembro de 1869 |
| Ministro e Secretário de Estado dos Negócios da Guerra                                |          | Joaquim Tomás Lobo de Ávila (interino) (1822–1901) | 18 de novembro de 1869 a 19 de maio de 1870    |
| Ministro e Secretário de Estado dos Negócios da Marinha e Ultramar                    |          | Luís Augusto Rebelo da Silva (1822–1871)           | 11 de agosto de 1869 a 20 de maio de 1870      |
| Ministro e Secretário de Estado dos Negócios Estrangeiros                             |          | José da Silva Mendes Leal (1820–1886)              | 11 de agosto de 1869 a 20 de maio de 1870      |
| Ministro e Secretário de Estado dos Negócios Estrangeiros                             |          | Duque de Loulé (interino) (1804–1875)              | 14 de setembro de 1869 a 28 de outubro de 1869 |
| Ministro e Secretário de Estado dos Negócios das Obras Públicas, Comércio e Indústria |          | Joaquim Tomás Lobo de Ávila (1822–1901)            | 11 de agosto de 1869 a 20 de maio de 1870      |